# Shake That
Shake That (englisch für „Schüttle das“) ist ein Lied des US-amerikanischen Rappers Eminem, bei dem er mit dem Rapper Nate Dogg zusammenarbeitete. Es ist die sechste und letzte Kollaboration der beiden Künstler. Der Song ist die zweite Singleauskopplung seines Best-of-Albums Curtain Call: The Hits und wurde am 17. Januar 2006 ausschließlich in den USA in physischer Form veröffentlicht. Ein Remix des Stücks mit den Rappern Obie Trice und Bobby Creekwater befindet sich auf dem Sampler Eminem Presents: The Re-Up.

## Inhalt
Shake That ist ein Clubsong, der Frauen thematisiert und dabei besonders auf deren Hinterteile abzielt. Eminem und Nate Dogg rappen dabei aus der Sicht von zwei betrunkenen Männern, die in einen Stripclub gehen, um Frauen abzuschleppen.
Im Intro weist Eminem auf eine tanzende Frau hin und meint, er verliere die Kontrolle, bei der Art, wie sie sich an der Stange bewegt. Dann beginnt der Vers und er rappt aus Sicht des Mannes im Stripclub, der sich betrinkt, bis ihm schlecht ist, und viel Geld ausgibt, um einen Lapdance zu bekommen. Nun rappt Nate Dogg und glorifiziert dabei seinen Weed-Konsum. Er gibt Tipps, wie man auf der Tanzfläche Frauen anmacht und rät, genau hinzusehen, wen man antanzt, da das flackernde Diskolicht vieles kaschiere. Nate ruft dazu auf, die Musik laut zu machen und zu feiern – er will eine attraktive Frau abschleppen, die für alles zu haben ist. Der von Nate Dogg gesungene Refrain ist sehr eingängig und handelt davon, dass die Frauen ihre Hintern durch den Club schwingen und tanzen sollen. Im zweiten Vers fordert Eminem eine Frau dazu auf, ihm einen Blowjob zu geben. Er rappt außerdem, dass er Damen mit Champagner und Ecstasy gefügig machen will. Nate Dogg gräbt eine Frau an und sagt, er wolle heute Nacht Sex mit einer Schlampe in seinem Hummer haben. Eminem habe ihm gesagt, dass sie die Richtige dafür sei. Zum Schluss sagt Eminem, er werde den Club nicht ohne eine Frau verlassen.
| Liedteil   | Künstler             |
| Intro      | Eminem und Nate Dogg |
| 1. Strophe | Eminem und Nate Dogg |
| Refrain    | Nate Dogg            |
| 2. Strophe | Eminem und Nate Dogg |
| Bridge     | Nate Dogg            |
| Outro      | Eminem               |

## Produktion
Eminem produzierte den Beat des Liedes selbst und verwendete dabei keine Samples anderer Lieder. Der Track wurde im 54Sound-Studio in Detroit aufgenommen.

## Musikvideo
Das Video zu Shake That ist komplett animiert und wurde von Plates Animation produziert.
Eminem und Nate Dogg fahren in einem roten Auto vor einem Club vor und betreten diesen anschließend. Im Club sieht man Frauen an Stangen tanzen, wobei deren Hinterteile sich besonders im Blickfeld der Kamera befinden. Nate Dogg tritt in Kontakt mit zwei Damen und vergnügt sich bald darauf mit einer draußen im Auto, während Eminem mit den anderen Frauen in der Tanzbar feiert und sich betrinkt. Nachdem Nate Dogg in den Club zurückgekehrt ist, wetteifern beide um die gleiche Frau. Am Ende des Videos muss er Eminem aus dem Club hinausschleifen, da dieser zu betrunken ist.

## Single

### Covergestaltung
Das Singlecover ist sehr einfach gehalten und zeigt lediglich die Schriftzüge Eminem, Shake That und Feat. Nate Dogg in Weiß auf schwarzem beziehungsweise orangem Hintergrund.

### Chartplatzierungen
Die Single stieg bis auf Platz 6 in den US-amerikanischen Charts und hielt sich insgesamt 21 Wochen in den Top 100.
| ChartsChartplatzierungen       | Höchstplatzierung | Wochen |
| ------------------------------ | ----------------- | ------ |
| Vereinigtes Königreich (OCC)   | 90 (1 Wo.)        | 1      |
| Vereinigte Staaten (Billboard) | 6 (21 Wo.)        | 21     |

| ChartsJahrescharts (2006)      | Platzierung |
| ------------------------------ | ----------- |
| Vereinigte Staaten (Billboard) | 62          |

### Auszeichnungen für Musikverkäufe
Im Jahr 2022 wurde Shake That für mehr als vier Millionen Verkäufe in den Vereinigten Staaten mit einer vierfachen Platin-Schallplatte ausgezeichnet. Im Vereinigten Königreich erhielt der Song 2021 für über 600.000 verkaufte Einheiten eine Platin-Schallplatte. Zudem wurde er 2023 für mehr als 150.000 Verkäufe in Deutschland mit einer Goldenen Schallplatte ausgezeichnet.

| Land/Region                  | Auszeichnungen für Musikverkäufe (Land/Region, Auszeichnung, Verkäufe) | Verkäufe  |
| ---------------------------- | ---------------------------------------------------------------------- | --------- |
| Australien (ARIA)            | 7× Platin                                                              | 490.000   |
| Dänemark (IFPI)              | Platin                                                                 | 15.000    |
| Deutschland (BVMI)           | Gold                                                                   | 150.000   |
| Neuseeland (RMNZ)            | 4× Platin                                                              | 120.000   |
| Österreich (IFPI)            | Gold                                                                   | 15.000    |
| Schweden (IFPI)              | Gold                                                                   | 10.000    |
| Südkorea (KMCA)              | —                                                                      | 91.198    |
| Vereinigte Staaten (RIAA)    | 4× Platin                                                              | 4.000.000 |
| Vereinigtes Königreich (BPI) | Platin                                                                 | 600.000   |
| Insgesamt                    | 3× Gold · 17× Platin ·                                                 | 5.491.198 |

Hauptartikel: Eminem/Auszeichnungen für Musikverkäufe

### Preise
Bei den Grammy Awards 2007 wurde Shake That in der Kategorie Best Rap/Sung Collaboration nominiert, unterlag jedoch dem Lied My Love von Justin Timberlake und T.I.